# Витезови Округлог стола
Витезови Округлог стола (енгл. Knights of the Round Table) су легендарна витешка дружина краља Артура која се први пут појавила у артуријанској књижевности средином 12. века. Они су ред посвећен одржавању мира у Артуровом краљевству након раног ратног периода, којима је у каснијим годинама поверено да се опробају у мистичној потрази за Светим гралом. Округли сто за којим се они састају симбол је равноправности његових чланова, од суверених краљева до мањих племића.
Различите приче о Округлом столу представљају низ витезова из целе Велике Британије и иностранства, од којих неки чак и долазе и изван Европе. Њихови редови често укључују Артурове ближе и даље рођаке, као што су Агравејн, Гахерис и Ивејн, као и бивше непријатеље са којима се измирио, попут Галеота, Пелинора и Лота. Неколико најистакнутијих витезова Округлог стола, међу којима су Бедивир, Гавејн и Кеј, засновано је на старијим ликовима великих ратника повезаних са Артуром у раним велшким причама. Неки, као што су Ланселот, Персевал и Тристан, појављују се у улогама протагониста или истоимених јунака у различитим делима витешке романсе. Други познати чланови Округлог стола укључују светог витеза Галахада, који је у каснијим причама заменио Персевала као главног витеза у потрази за Гралом, као и Артуровог издајничког сина и непријатеља Мордреда.
До краја артуријанских прозних циклуса (укључујући Смрт Артурову), Округли сто се дели на групе зараћених фракција након откривања Ланселотове прељубе са супругом краља Артура, краљицом Гиневром. У истој традицији, Гиневра је представљена са својим личним редом младих витезова, познатим као Краљичини витезови. Неке од ових романса препричавају причу о Витезовима Старог стола, које је предводио Артуров отац, Утер Пендрагон, док се друге приче фокусирају на чланове „Граловог стола”; то су били следбеници древног хришћанина Јосифа из Ариматеје, а његов Гралов сто касније је послужио као инспирација за Утерове и Артурове накнадне округле столове.

## Број чланова
Број витезова Округлог стола (укључујући краља Артура) и њихова имена значајно варирају између верзија које су објавили различити писци. Ова цифра се креће од њих десетак до броја потенцијалних места за столом, односно 1.600, како тврди Лајамон у свом Бруту. Међутим, најчешће има између 100 и 300 места за столом, често са једним местом које је обично празно. Број од три стотине такође је одабрао енглески краљ Едвард III када је одлучио да створи свој сопствени ред Округлог стола у замку Виндзор 1344. године.
У многим витешким романсама јавља се преко 100 чланова Артуровог Округлог стола, укључујући њих 140 или 150 према популарној Смрти Артуровој Томаса Малорија и њих око 140 према Ереку од Хартмана фон Ауеа. Неки извори нуде много мање бројке, као што је тринаест витезова у Дидоовом Персевалу или њих шездесет у Огледалу историје Жана д’Утремеза. Други ипак нуде веће бројеве, као код 250 витезова у прозном Мерлину, и 366 њих у делима  и Perlesvaus (где је ово њихов највећи број који се смањио на само око 25 у време када прича почиње).
Кретјен де Троа је предложио око 500 витезова у својој раној романси Ерек и Енида. У истом делу, Кретјен је каталогизирао многе Артурове врхунске витезове у низу дугих хијерархијских листа имена. Ови рангови су различити у сваком од сачуваних рукописа, од којих се ни за један не верује да представља оригиналну ауторову верзију.
Иако не помиње Округли сто као такав, једна од касних велшких тријада наводи 24 изузетна витеза који живе на Артуровом двору, мешајући витешке ликове са неколико Артурових ратника из у великој мери изгубљене велшке традиције за коју се сматра да потиче из старог келтског фолклора. Број од 24 Артурова сапутника такође се појављују у велшкој причи о Передуру, сину Еврауговом.